# Сарматия
Сарматия (на латински: Sarmatia) е названието на Древна Скития, с което започва да се нарича тя след завладяването на Северното Причерноморие от сарматите през 3 – 2 век пр.н.е.
Степната територия на днешна Южна Русия и Украйна от началото на новата ера е обозначавана като Сарматия, а не като Скития, включително и от Клавдий Птолемей.
Разделя се на азиатска и европейска. На изток достига Каспийско море и Волга, на север – Прибалтика, на запад – горното течение на Висла и Карпатите, а на юг – Черно море и Предкавказието.
Sarmatia Asiatica („Азиатска Сарматия“) е името, използвано в „Географията“ на Птолемей (ок. 150 г.) за част от „Сарматия“, голям регион, който включва части от Европа и Азия. Друга част е Sarmatia Europea („Европейска Сарматия“), разположена по на запад. Европейска Сарматия, която по-късно е известна като Стара Велика България; по-късно Intermarium.[източник? (Поискан днес)] Сарматия присъства в повечето карти на региона от времето на Птолемей до края на XVIII век.
Maciej Miechowita (1457 – 1523) използва „Sarmatia“ за района на Черно море и допълнително го разделя на Sarmatia Europea, която включва Източна Централна Европа, и Sarmatia Asiatica.
Филипо Ферари (1551 – 1626) също разделя двете Сарматии.

## Азиатска Сарматия
Географите са имали различни възгледи за нейния обхват:
С. А. Митчел (Samuel Augustus Mitchell) (1860) я описва като граничеща с неизвестна страна на север, Скития и Каспийско море на изток, Кавказ на юг и Кимерийския Босфор, Палус Меотида и Танаис на запад. Той включва планините Кораксики, Хипики и Хиперборей (Урал) и реките Дон, Кубан и Волга.
А. Пико (1826) я описва като граничеща със Скития и Роксоланите на север, Каспийско море на изток, Колхида, Албания и Иберия на юг и Палус Меотида и Кимерийския Босфор на запад.